# Kaliumcyanid
Kaliumcyanid (oft auch Cyankali bzw. Zyankali oder Cyankalium genannt, Summenformel KCN) ist das Kaliumsalz der Blausäure (HCN). Es handelt sich hierbei um einen hochgiftigen, farblosen, wasserlöslichen Feststoff, der sowohl bitter riecht als auch schmeckt. Es ist für seine enorme Toxizität sowie Verwendung in der Goldgewinnung bekannt.

## Eigenschaften

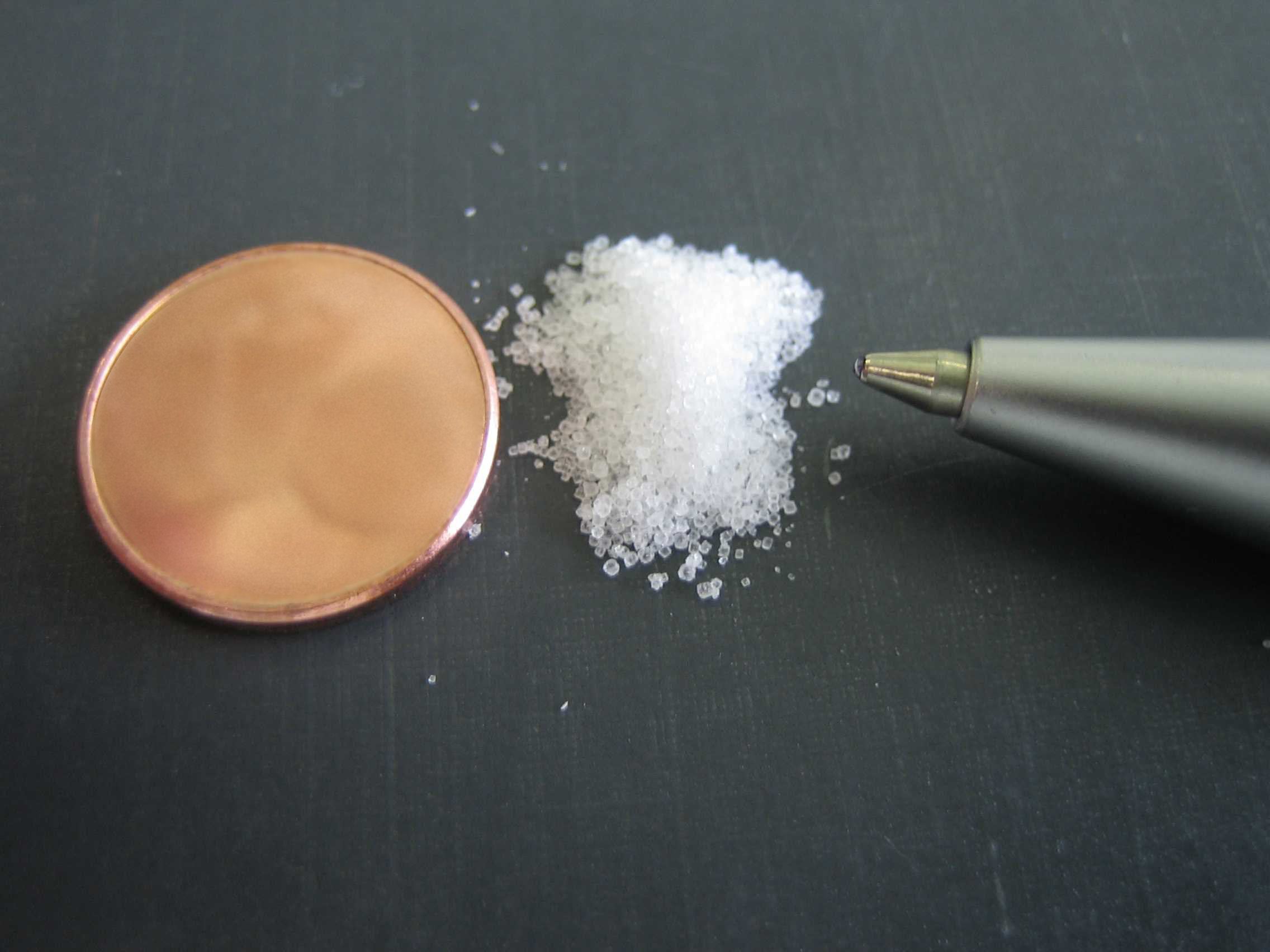
Tödliche Dosis Kaliumcyanid

Kaliumcyanid bildet farblose Kristalle, die bittermandelartig riechen, einen Schmelzpunkt von 634 °C haben, sich gut in Wasser, aber nur schlecht in Alkohol lösen. Genetisch bedingt können nur etwa 20–40 % der Menschen den Bittermandelgeruch wahrnehmen.
Mit Säuren (im Magen durch Magensäure oder auch schwachen Säuren wie Kohlensäure) wird aus Kaliumcyanid und anderen Cyaniden Blausäure freigesetzt, die den typischen „Bittermandelgeruch“ besitzt. Bei längerem Lagern bildet sich durch Aufnahme von Kohlenstoffdioxid aus der Luft Kaliumcarbonat.

## Toxische Wirkung

### Beim Menschen
Bei einem erwachsenen Menschen mit ca. 80 kg beträgt die tödliche Dosis LDLo (oral) etwa 230 mg Cyanid (CN−). Hautresorption ist möglich. Es ist unklar, ob diese letale Dosis auch über Hautresorption möglich ist. Die niedrigste berichtete letale Dosis LDLo (oral) beim Menschen betrug bei oraler Aufnahme 2,86 mg/kg Körpergewicht. Hellrote Schleimhautblutungen weisen beim Leichnam auf Zyankali hin.
Der Cyanid-Wirkstoff wird meistens als Kaliumcyanid („Zyankali-Kapseln“) oder als ein anderes Salz der Blausäure (z. B. Natriumcyanid) verwendet. Beim Zerbeißen und Verschlucken einer solchen Kapsel entfaltet sich die toxische Wirkung beim Auflösen des Zyankalis und der anschließenden Freisetzung der Cyanid-Ionen (siehe Cyanidvergiftung).
Das Cyanid-Ion blockiert die Sauerstoffbindungsstelle der Cytochrom-c-Oxidase (Komplex IV der Atmungskette), was zur inneren Erstickung führt. Cyanid-Ionen werden durch das Enzym Rhodanase zu Thiocyanat-Ionen umgewandelt. Diese werden über die Niere ausgeschieden.
Nach Vergiftung mit kleineren Mengen, falls sie nicht tödlich verlaufen, kann es zu neurologischen Spätschäden kommen. Solche Vergiftungen behandelt man u. a. mit Natriumthiosulfat zur Unterstützung der hepatischen Metabolisierung, 4-Dimethylaminophenol und Hydroxycobalamin.

### Bei Tieren
Fische sterben bei einer Cyanidkonzentration im Wasser von 1–5 µg/l. Für kleinere Säugetiere wie Mäuse oder Ratten liegt die letale Dosis LD50 bei oraler, subkutaner oder intramuskulärer Aufnahme bei 5–8,5 Milligramm pro Kilogramm Körpergewicht.

## Herstellung
Die technische Herstellung erfolgt aus Blausäure und Kalilauge (Neutralisation und nachfolgendes Eindampfen).
{\displaystyle \mathrm {HCN+KOH\longrightarrow KCN+H_{2}O} }
In früherer Zeit wurde Kaliumcyanid durch Einwirken von Kohlenstoffmonoxid und Ammoniak auf Kaliumcarbonat (Pottasche) bei hohen Temperaturen hergestellt. Bei dieser von Eisen katalysierten Reaktion entstehen neben Kaliumcyanid auch Wasser, Wasserstoff und Kohlenstoffdioxid:
{\displaystyle \mathrm {3\ CO+2\ NH_{3}+K_{2}CO_{3}\longrightarrow 2\ KCN+2\ H_{2}O+H_{2}+2\ CO_{2}} }
Im Labor wird es durch Erhitzen von Blutlaugensalzen wie Kaliumhexacyanidoferrat(III) und Schwefelsäure hergestellt. Die entstandene Blausäure wird dann mit Kalilauge neutralisiert, und das Kaliumcyanid kann z. B. mit Ethanol ausgefällt werden.
Auch die Herstellung durch die Reduktion von Kaliumcyanat bei höheren Temperaturen ist möglich:
{\displaystyle \mathrm {\ KOCN+C\longrightarrow \ KCN+CO} }

## Verwendung
Kaliumcyanid wird bei industriellen Fertigungsprozessen eingesetzt und dort hauptsächlich zur Goldgewinnung (Cyanidlaugerei) und in galvanischen Bädern, aber auch in der organischen Synthesechemie verwendet (besonders zur Herstellung von Nitrilen).
In der Medizin wird es als Bestandteil in Drabkin-Lösungen verwendet, die zur spektroskopischen Konzentrationsbestimmung von Hämoglobin eingesetzt werden.

## Sicherheitshinweise

### Lagerung
Bei der Lagerung von Kaliumcyanid müssen die entsprechenden Behälter dicht geschlossen sein. Die Lagerung hat kühl und trocken und unter Verschluss zu erfolgen (Lagerklasse: 6.1BS, Nicht brennbare giftige Stoffe, fest).

### Handhabung
Es ist unbedingt zu vermeiden, dass Stäube und Dämpfe von Kaliumcyanid eingeatmet werden. Deswegen muss bei der Handhabung eine Schutzmaske getragen werden. Kaliumcyanid ist hautresorptiv. Um Berührungen mit der Haut abzuwenden, sind Gummihandschuhe und entsprechende Laborkleidung zu tragen.

### Entsorgung
Zur weitgehenden Entgiftung lassen sich Cyanide oxidativ zerstören, z. B. mittels Wasserstoffperoxid, siehe entsprechenden Entsorgungshinweis im Artikel Cyanide.

## Nachweis
Das klassische Analyseverfahren von Kaliumcyanid besteht im Nachweis der Cyanid-Ionen (CN−): Zur alkalischen Probelösung wird im Unterschuss Eisen(II)-sulfat-Lösung zugegeben. Sind Cyanid-Ionen vorhanden, bildet sich nach der Zugabe von Eisen(III)-Salzen Berliner Blau.